# مع الكلمة والحوار والنغم
مع الكلمة والحوار والنغم
مع الكلمة والحوار والنغم أوبريت غنائي (أغنية حوارية) من بطولة الفنانة سعاد عبد الله.
تحتوي «مع الكلمة والحوار والنغم» على الأغاني، ومجموعة من الأوبريتات، منها واحدة مع خالد النفيسي. لمعت فكرتها خلال اجتماع مع بدر المضف، والملحن غنام الديكان. صُورت في إحدى منازل شرق القديمة. كان الأطفال في «السكة» حقيقيين، وهي بالألوان، إذ صورت وفق الطريقة السينمائية. اللحن وضعه الديكان، والكلمات لبدر بورسلي.